# Suore serve di Maria Addolorata
Le Suore Serve di Maria Addolorata (in inglese Congregation of Mother of Sorrows Servants of Mary) sono un istituto religioso femminile di diritto pontificio: le suore di questa congregazione pospongono al loro nome la sigla O.S.M.

## Storia
La congregazione fu fondata nel 1854 a Trichinopoly dal gesuita Alexis Canoz, vescovo missionario del Maduré, che, con l'aiuto del confratello Pietro Mecatti, riunì una piccola comunità di giovani indiane che si prendessero cura delle fanciulle della missione. Le suore, dette dell'Addolorata, vestirono l'abito religioso nel 1857 ed emisero la prima professione dei voti nel 1859.
Nel 1862 la guida della comunità fu affidata alle religiose francesi della Società di Maria Riparatrice, ma nel 1876 le suore riparatrici lasciarono l'India e la congregazione dell'Addolorata riacquistò la sua autonomia; la direzione dell'istituto passò al gesuita Arnauld Pinsolle, che redasse per le suore le prime costituzioni nonché alcuni trattati ascetici.
L'istituto, aggregato formalmente all'ordine dei Servi di Maria nel 1927, ricevette il pontificio decreto di lode il 5 marzo 1957.

## Attività e diffusione
Le suore si dedicano principalmente all'istruzione e all'educazione cristiana della gioventù in scuole e collegi, alla catechesi e all'assistenza nelle varie attività dell'azione cattolica.
Oltre che in India, sono presenti in Australia, nelle Filippine e in Italia; la sede generalizia è a Chennai.
Alla fine del 2008 la congregazione contava 1.119 religiose in 151 case.